# Tony Ström
Tony Ström, född 2 februari 1954, är en svensk före detta fotbollsspelare och fotbollstränare, främst känd som målvakt i Kalmar FF åren 1972–1980.
Ström avslutade sin elitkarriär med en säsong i Malmö FF där han spelade samtliga matcher under säsongen 1981.

## Spelarkarriär
Tony Ström började spela fotboll som ung pojke i Kalmar Södra IF. Från 14 års ålder var han given i målet i pojklaget, en position han uppmuntrats av Södra-ledaren Einar "Skomakarn" Larsson att ta. Ström debuterade sedan som A-lagsmålvakt i division 5 redan som 15-åring, år 1969. 
Kalmar FF och tränaren Lars "Laban" Arnesson värvade inför säsongen 1972 Ström till Kalmar FF, som då spelade i division II, på en övergångssumma som låg på 7000 kronor. Redan första året i KFF fick han trots sin unga ålder stå flera matcher i A-laget. År 1975 skördade Ström stora framgångar och slog rekordet i att hålla nollan för målvakter i division II, detta när han efter den inledande omgången höll nollan i 12 timmar och 58 minuter i sträck. Hans prestationer bidrog till att klubben vann serien och avancerade till Allsvenskan, 1 poäng före IFK Göteborg.
Ström var sedan given etta i målet för KFF till och med säsongen 1979. Nästkommande säsong, 1980, petades han dock till förmån för den två år yngre Leif Friberg. På fem säsonger, 1976–80, spelade han 98 allsvenska matcher för klubben. Totalt blev det 377 matcher för KFF åren 1972–1980.
Inför säsongen 1981 lämnade Ström, då endast ansedd som reservmålvakt i Kalmar, för spel i Malmö FF där han blev förstahandsvalet i målet. Han stod här alla 26 matcher i Allsvenskan under säsongen liksom i tre matcher i UEFA-cupen, två mot Wisla Krakow och en mot Neuchatel Xamax. Men det blev bara en säsong i MFF; 1982 styrde Ström kosan tillbaka till Småland och han hamnade nu i Nybro IF där han agerade spelande tränare under två säsonger.

## Tränarkarriär
Efter avslutad karriär tog Ström över som ordförande och även tränare för Kalmar Södra IF i början av 90-talet. Det blev framgångsrikt, 1993 avancerade man till div. 4 för första gången på över 30 år. Ström har även varit assisterande tränare i Kalmar FF till både Kjell Nyberg och Nanne Bergstrand under slutet av 90-talet.

## Meriter

### I landslag
Sverige
- U21-landskamper/mål: 1/0

### I klubblag
Kalmar FF
- Lilla silvret i Fotbollsallsvenskan 1977

### Individuellt
- År 2002, Förstemålvakt i "Drömelva genom tiderna i Kalmar FF" (Boken om Kalmar FF)

### Webbsidor
- ”Kalmar Södra Idrottsförening”. www.kalmarsodra.se. http://www.kalmarsodra.se/sida/Default.asp?ID=166988&v=4. Läst 19 december 2019.
- UEFA.com. ”UEFA Europa League - Matches” (på engelska). UEFA.com. https://www.uefa.com/uefaeuropaleague/history/season=1981/matches/#/rd/1110. Läst 19 december 2019.
- Tony Ström på Svenska Fotbollförbundets webbplats

### Böcker
- Ottosson, K (2002) Boken om Kalmar FF, Sportförlaget sid. 13-14.
- Alsiö, M (2011) 100  år med Allsvensk fotboll, Idrottsförlaget sid. 305-309.